# Frédéric Delmeulle
Œuvres principales
La Parallèle Vertov, Les Manuscrits de Kinnereth
Frédéric Delmeulle est un écrivain français de science-fiction et d'anticipation, né à Lille le 22 mars 1966.

## Biographie
Après des études d'histoire contemporaine à l'université de Paris X - Nanterre, il se spécialise dans l'histoire du cinéma, contribuant à divers ouvrages collectifs et publiant des articles dans des revues telles que Les Cahiers de la Cinémathèque, 1895 ou Sociétés & Représentations. Il est l'auteur d'une thèse d'études cinématographiques et audiovisuelles, menée à l'université de Sorbonne Nouvelle - Paris 3 sous la direction de Michel Marie et consacrée à la naissance du cinéma documentaire au sein de la société Gaumont. À l'issue de cette thèse de doctorat, il est qualifié en 2001 comme maître de conférences en 18e section (Arts: plastiques, du spectacle, musique, musicologie, esthétique, sciences de l'art) et 71e section (Sciences de l'information et de la communication).
Il a travaillé dans des institutions comme la Cinémathèque Française, la Bibliothèque de l'Arsenal ou la Bibliothèque Nationale de France, avant de devenir professeur dans un lycée de Basse-Normandie en 1994.
En 2007, il publie chez un micro-éditeur son premier roman, Nec Deleatur, qui échappe à l'anonymat grâce au signalement qu'en fait Gérard Klein, fondateur et directeur de la collection Ailleurs et Demain chez Robert Laffont,. Nec Deleatur est repris en 2010 par les Éditions Mnémos dans une version révisée et sous un titre différent : La Parallèle Vertov,. Ce premier roman est complété par un deuxième volume, Les Manuscrits de Kinnereth. L'ensemble constitue désormais une mini-série intitulée Les Naufragés de l'Entropie et se présente comme une variation sur un thème classique de la science-fiction, le voyage dans le temps,.
Le Projet Abraxa parait chez Flammarion en 2013 en collection jeunesse, et est nommé pour le Prix Imaginales des Collégiens 2014. In Cloud We Trust (2015) adopte quant à lui la forme du thriller d'anticipation, sans pour autant renoncer au thème privilégié des romans précédents : le rapport individuel ou collectif au temps et à l'Histoire.

## Œuvres de fiction

### Romans
- Nec Deleatur, Éditeur Indépendant, 2007, 498 p.  (ISBN 978-2-35335-106-0)
- La Parallèle Vertov, Éditions Mnémos, coll. "Dédales", 2010, 354 p.  (ISBN 978-2-35408-073-0)
- Les Manuscrits de Kinnereth, Éditions Mnémos, coll. "Dédales", 2010, 286 p.  (ISBN 978-2-35408-069-3)
- La Parallèle Vertov, Le Livre de Poche n°32377, 2011, 473 p.  (ISBN 978-2-253-02369-2)
- Les Manuscrits de Kinnereth, Le Livre de Poche n°32594, 2012, 405 p.  (ISBN 978-2-253-02368-5)
- Le Projet Abraxa, Éditions Flammarion, 2013, 312 p.  (ISBN 978-2-0812-7186-9)
- In Cloud we trust, Éditions Mnémos, coll. "Thriller", 2015, 270 p.  (ISBN 978-2-35408-297-0)
- Là où s'achève l'histoire, Librinova, 2017, 247 p.  (ISBN 9791026214281)

## Recherche et vulgarisation en histoire du cinéma

### Ouvrages
- Du réel au simulacre. Cinéma, photographie et histoire, codirection avec Stéphane Dubreil et Thierry Lefebvre, Éditions L'Harmattan, coll. Dossiers de sciences humaines et sociales, 1993, 205 p.  (ISBN 2-7384-2080-X)
- Contribution à l'histoire du cinéma documentaire en France. Le cas de l'Encyclopédie Gaumont (1909-1929), Presses du Septentrion - Atelier National de Reproduction des Thèses, 1999, 404 p.  (ISBN 978-2-7295-3394-6)

### Contributions à des ouvrages collectifs
- Chronique du cinéma, sous la direction de Jacques Legrand et Pierre Lherminier, Éditions Chronique, 1992, 959 p.  (ISBN 2-905969-55-5)
- Dictionnaire historique de la papauté, sous la direction de Philippe Levillain, Editions Fayard, 1994, 1759 p.  (ISBN 2-21302537-1)
- Dictionnaire du cinéma mondial. Mouvements, écoles, courants, tendances et genres, sous la direction d'Alain et Odette Virmaux, Editions du Rocher, 1994, 923 p.  (ISBN 2-268-01740-0)

### Articles
- « Fiction cinématographique et guerre d'Indochine », in Souvenirs d'Indochine, Les Cahiers de la Cinémathèque n°57, octobre 1992. (ISSN 0764-8510)
- « Gaumont : Du dépaysement à l'enseignement, du film de voyage au film de géographie. Balade helvète en six étapes », in L'année 1913 en France, 1895 n° Hors-série, octobre 1993  (ISSN 0769-0959)
- « Remarques sur le financement du cinéma colonial en France : l'exemple de La Plus belle des vies (Claude Vermorel, 1954) », in 1895 n°15, décembre 1993.
- « Production et distribution du documentaire en France (1909-1929). Jalons pour une étude quantitative », in Images du réel. La non-fiction en France (1890-1930), 1895 n°18, été 1995.
- « Des corps qui ne souffrent pas. Cinéma gore et avatar moderne du mort-vivant », in Le Corps à l'épreuve, Sociétés & représentations n°2, avril 1996.  (ISSN 1262-2966)
- « Le Monde selon l'Encyclopédie Gaumont », in 1895 n°20, juillet 1996.
- « Gaumont et la naissance du cinéma d'enseignement (1909-1914) », in Les vingt premières années du cinéma français, Actes du colloque international de la Sorbonne Nouvelle de novembre 1993, Presses de la Sorbonne Nouvelle, 1996, 510 p.  (ISBN 2-87854-095-6)
- « Le Rêve encyclopédiste. Le cinéma documentaire chez Gaumont », in Cinéma des premiers temps, Théorème n°4, 1996.  (ISBN 2-87854-100-6)
- « La Lutte pour la vie, film expérimental ? », in Du côté de chez Pathé (1895-1935), 1895 n°21, décembre 1996.
- « Le cas Alden-Delos. Du déclin des mythes coloniaux dans le cinéma français », in 1895 n°22, juillet 1997.
- « Le Cinéma de science-fiction et la 3D. L'exemple de It Came from Outer Space (Jack Arnold, 1953) », in Le Relief au cinéma, 1895 n° Hors-série, octobre 1997.
- « Le Triomphe de la chair. À propos de quelques métamorphoses dans le cinéma fantastique américain », in Pour une histoire des trucages, 1895 n°27, septembre 1999.
- « Cinéma et Révolution Française en classe de Seconde », in Actes de la recherche de l'IUFM de Caen, MRSH Caen, octobre 1999.  (ISSN 1250-6419)
- « La Fable du berbère et de la Légion. Le scénario du Bel ennemi (René Wheeler et Hervé Bromberger, 1958) », in 1895 n°29, décembre 1999.
- « Le Parent pauvre ? La pratique du documentaire chez Gaumont au début des années Dix », in 1895 n°30, octobre 2000.